# 포레스트 로우
포레스트 로우(Forest Law)는 철권 시리즈의 캐릭터이다.

## 프로필
- 국적 : 미국
- 격투 스타일 : 마샬 아츠(절권도)
- 나이 : 25세
- 성별 : 남자
- 키 : 177
- 몸무게 : 72
- 혈액형 : B형
- 직업 : 마샬 도장 차기 관장
- 취미 : 쇼핑
- 좋아하는 것 : 레이 우롱, 크레디트 카드, 아버지(마샬 로우)
- 싫어하는 것 : 폴 피닉스의 등 뒤에서 오토바이 타기(폴 피닉스의 난폭 운전 때문에)

## 스토리
마샬 로우의 아들.
마샬 도장의 후계자이자 백수.
아버지의 반대로 인해 다른 유파와의 대회 및 경기를 할 수 없었던 포레스트 로우.
도장에는 폴 피닉스가 항상 마샬 로우와 겨루러 왔는데 어느 날 마샬이 신설 도장 일로 나간 사이 폴이 찾아온다.
마샬 로우가 없자 폴 피닉스가 포레스트 로우에게 철권 3에 참가를 권유한다. 포레스트 로우는 아버지의 만류를 생각하며 거절했으나 폴 피닉스는 포레스트 로우가 마샬 로우보다 재능이 뛰어나다고 계속해서 권유하며 포레스트 로우는 아버지의 도장을 물려받을 기회이자 스스로를 시험할 수 있는 기회라고 생각해 참가를 결정하게 된다.
그러나 우승에 실패하고 집으로 돌아 온 포레스트 로우는 아버지와 약속을 어겼다는 이유로 마샬에게 꾸중을 듣고 대회 참가 1년 금지를 당한 후 견디다 못해 가출한다.
그리고 폴 피닉스의 오토바이를 멋대로 타고 사고를 내서 아버지에게 빚더미를 안겨주는데 사실은 리리의 5DR 프롤로그에서 알 수 있듯 리리에게 패배당해서 초대장을 뺏겼고 이로 인한 울분을 삭히지 않아 저지른 것이다.
태그 2 폴 피닉스, 마샬 로우의 엔딩에서는 쌍절곤을 창밖으로 날려 사고를 내 마샬을 걱정케 하거나 야생 그래즐리 새끼곰을 건드려 곤경에 처하게 하지만 자신의 엔딩에서는 카지노에 가던 도중 집을 잃은 사람에게 상금을 다 주고 되돌아와서 무일푼이라 하다 마샬에게 혼난다.